# Hradišťko (Ostroměř)
Hradišťko je tvrz a zaniklá vesnice na území obce Ostroměř.

## Historie
Ves Hradišťko je poprvé připomínána roku 1143, kdy náležela Strahovskému klášteru. Roku 1382 je připomínán Ješek z Ostroměře, který držel vsi Ostroměř a Hradišťko. Roku 1389 již byla ves příslušenstvím Ostroměře, v průběhu 15. století z neznámých důvodů zanikla a v 16. století byl uváděn pouze dvůr.
Tvrz byla vystavěna zhruba v polovině 16. století, neboť je poprvé uváděna jako nově zbudovaná roku 1553 při dělení statku mezi bratry Janem a Václavem z Rokytníka. Hradišťko připadlo Janovi, avšak když zakoupil roku 1584 Ostroměř, odevzdal statek synovi Václavu Heřmanovi Ostroměřskému z Rokytníka. Po jeho smrti prodala vdova Markéta z Malovic a na Kostelci 24. července 1598 statek Hradišťko s poplužním dvorem, vinicemi a jiným příslušenstvím a mlýnem pod tvrzí Adamovi Ostroměřskému z Rokytníka za 7 150 kop míšeňských grošů. Zadlužený Adam však brzy zemřel a statek byl 1. dubna 1609 prodán Jaroslavu Smiřickému ze Smiřic za 9 100 kop míšeňských grošů. Ten připojil statek ke svému hořickému panství.
Když byl Smiřickým roku 1623 zkonfiskován majetek, získal dvůr s tvrzí Albrecht z Valdštejna, který jej připojil k Holovousům jako léno frýdlantského vévodství. Léno roku 1629 předal do užívání Alžbětě Štosové. Po jeho smrti dvůr zůstal Alžbětě jako dědičný majetek.
Dne 27. května 1680 prodal Ferdinand Rudolf de Carmes tvrz Hradištko převorovi valdického kláštera Hugovi Hartingerovi za 35 tisíc rýnských zlatých. Podle Augusta Sedláčka poté statek býval až do 19. století součástí sobčického panství. V 18. století byla budova opatřena mansardovou střechou. Když byl roku 1782 valdický klášter v rámci josefínských reforem zrušen, byl dvůr přeměněn na poddanskou usedlost. Po roce 1945 využívalo tvrz JZD Podchlumí.

## Podoba
Původní stavba měla dvě patra a rozměry 14 × 11 metrů.